# Анновка (Старобельский район)
Анновка (укр. Ганнівка) — село, относится к Старобельскому району Луганской области Украины.
Население по переписи 2001 года составляло 211 человек. Почтовый индекс — 92724. Телефонный код — 6461. Занимает площадь 0,832 км². Код КОАТУУ — 4425181702.

## Местный совет
92724, Луганська обл., Старобільський р-н, с. Курячівка, вул. Чапаєва, 1а  (укр.)